# Municipio de El Salvador
El municipio de El Salvador es uno de los 58 municipios en que se divide el estado mexicano de Zacatecas. Localizado en el extremo noreste del estado, la cabecera municipal es la localidad del mismo nombre.

## Geografía
El municipio de El Salvador se encuentra en el extremo noreste del estado de Zacatecas y como tal colinda con tres estados, al norte con el de Coahuila, al este con el de Nuevo León y el sureste con el de San Luis Potosí, particularmente con los municipios de Saltillo, Galeana y Vanegas de cada estado respectivo; al oeste colinda con el municipio zacatecano de Concepción del Oro.

## Demografía
De acuerdo con los resultados del Censo de Población y Vivienda de 2010 realizado por el Instituto Nacional de Estadística y Geografía la población total del municipio de El Salvador es de 2 710 habitantes, de los que 1 378 son hombres y 1 332 son mujeres.

### Localidades
En el municipio de El Salvador se localizan 21 localidades y su población en 2010 se enlista a continuación:
| Localidad       | Población |
| Total Municipio | 2 710     |
| El Salvador     | 1 021     |
| Tanque Nuevo    | 898       |
| Clavellinas     | 312       |
| Matehuapil      | 128       |

La formación del ahora municipio de El Salvador, Zac. que antes de la Guerra Cristera se llamaba San Salvador y que antes de ser municipio libre a partir del 1.º de enero de 1985, era una congregación municipal perteneciente al Municipio de Concepción del Oro, Zac.  data desde el arraigo en la zona de las primeras familias que combatieron a los franceses en 1862-1866, formando parte de las fuerzas del General Don Juan Bustamante, quien fuera jefe de operaciones de una extensa región que incluía los estados de San Luis Potosí, Zacatecas, Nuevo León y parte de Coahuila. Cuando el General Bustamante repartió en venta o por enajenación, las propiedades de las Haciendas "El Peñuelo" en el estado de Nuevo León, "La Encarnación" y "La Ventura" en el de Coahuila, para disfrute de quienes militaron a sus órdenes, dejó una porción de tierra que comprendía San Salvador, Zac. (hoy El Salvador, Zac.) con una extensión aproximada de 65,000 hectáreas, con el objeto de darlas en arrendamiento a sus fundadores, que fueron las familias Ramos y Santos. Para este objeto estableció una administración "al partido", "en numerario" o "a tanto más la fanega de siembra", por lo que antes de la Revolución Mexicana, San Salvador (como antes se llamaba) nunca tuvo patrones, ni se reconoció como dependiente de la Hacienda de aquel lugar, por lo que entre sus habitantes, desde sus fundadores predominaban las ideas liberales.